# Galina Voronina
Galina Georgievna Voronina (nacida el 20 de enero de 1945 en Óblast de Vorónezh, Unión Soviética) es una exjugadora de baloncesto rusa. Consiguió 3 medallas en competiciones oficiales con la URSS.